# NGC 6872和IC 4970
NGC 6872和IC 4970是孔雀座內的一對交互作用星系，距離地球超過2億光年。

## 概要
1999年3月29日，欧洲南方天文台對這對星系進行觀測。結果顯示其中的棒旋星系NGC 6872外觀類似數學積分符號，星系分類上屬於SB(s)b pec；並且有一個較小的伴星系IC 4970，屬於E7-S0型，介於橢圓星系和透鏡星系之間。NGC 6872的其中一個螺旋臂明顯被外力擾動，並且有過量的偏藍色天體分布，這些區域大部分都是恆星形成區域，可能是因為最近IC 4970通過附近時重力影響造成。 

## NGC 6872
NGC 6872在天球上延伸超過6角秒，相當於52.2萬光年，因此使它自2013年起成為已知最巨大的渦狀星系。

## 其他交互作用星系
- 觸鬚星系
- NGC 2207和IC 2163

## 外部連結
- SIMBAD: NGC 6872
- SIMBAD: ESO 73- 33
- ESO: Six New VLT Photos from ANTU/FORS1
- WikiSky上关于NGC 6872和IC 4970的内容：DSS2, SDSS, GALEX, IRAS, 氢α, X射线, 天文照片, 天图, 文章和图片